# Église Saint-Barthélemy de Montfaucon
L'église Saint-Barthélemy est une église catholique située à Montfaucon, dans le département du Lot, en France.

## Historique
En 1286, Pons de Gourdon, seigneur de Labastide-Fortanière, a donné aux Anglais le pech (colline) de Montfaucon. Le roi d’Angleterre Édouard Ier a entrepris en 1292 la construction d'une bastide au tracé orthogonal.
Pendant la guerre de Cent Ans, en 1370, la ville est occupée par les routiers de Bertucat d'Albret. Elle est reprise au nom du roi de France, en 1440, par Rodrigue de Villandrando.
La construction de l'église a été entreprise peu après l'établissement de la bastide, près de l'ancien fort qui occupait la partie nord de la ville. L'église a été construite en deux campagnes successives. La première au début du XIVe siècle avec le chœur, la seconde après la guerre de Cent Ans jusqu'à la fin du XVe siècle avec la nef et deux chapelles latérales formant transept. 
La chapelle nord dédiée à la Vierge a été fondée le 4 août 1482 par le prêtre Jean Conté. Un premier clocher devait exister au-dessus de la chapelle de la Vierge. On y accédait par un escalier en vis placé dans une tourelle de plan rectangulaire. Cet escalier donnait accès d'abord à une salle des gardes ou refuge placé au-dessus de la chapelle puis à la salle sommitale servant de chambre des cloches.
Le clocher a été rebâti au-dessus de la chapelle Saint-Jacques, au sud. Il n'est pas antérieur au XVIIe siècle.
La toiture de l'église est jugée très dégradée en 1784 et interdite en 1787. Des travaux ne sont entrepris qu'en 1819.
La sacristie a été construite au XIXe siècle contre le flanc nord de la nef.
L'édifice a été classé au titre des monuments historiques le 11 février 1936.

## Description
L'église entièrement voûtée est de style gothique et de plan en croix latine. 

## Mobilier

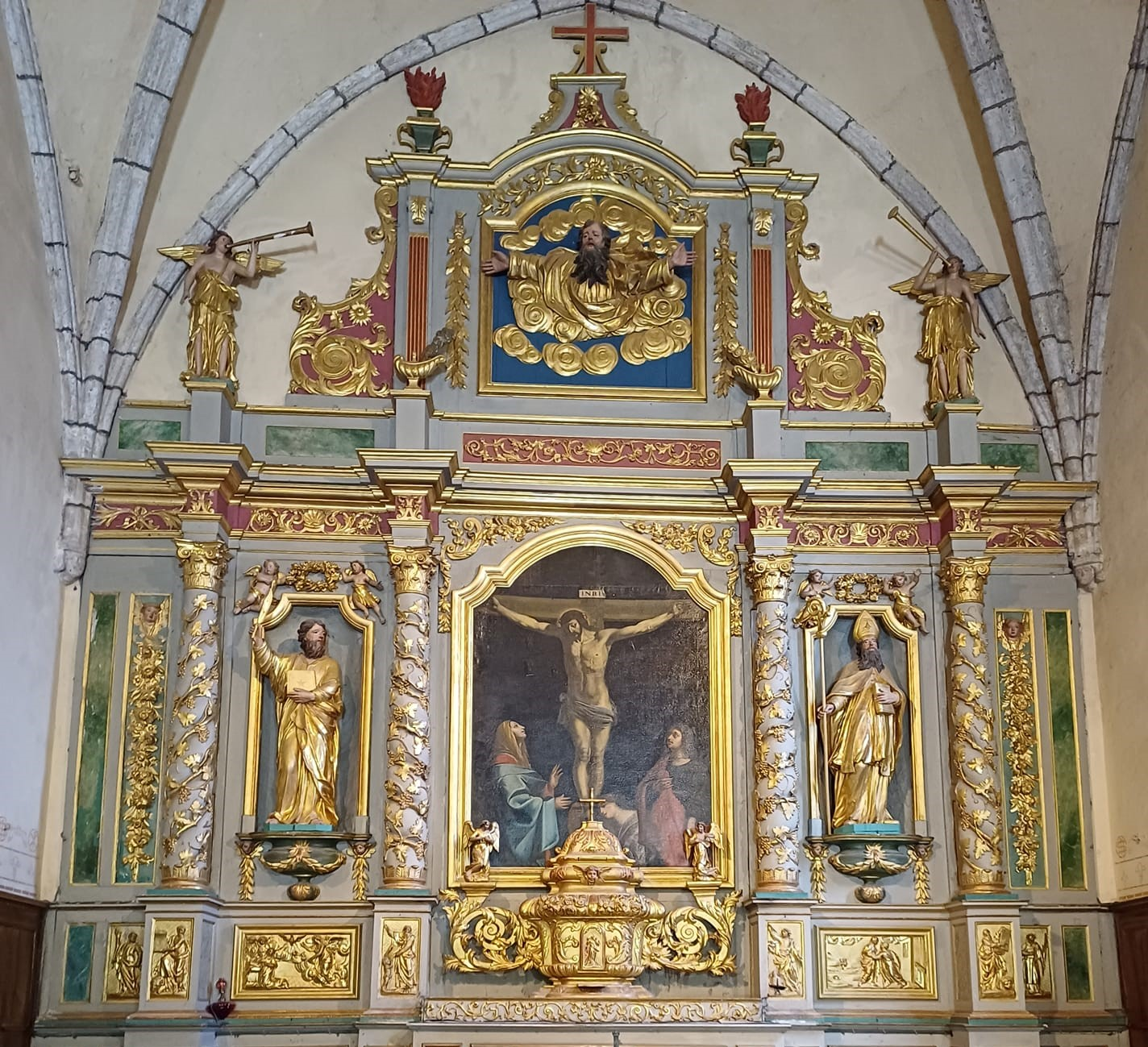
Retable du maître-autel.

L'église abrite trois magnifiques retables baroques réalisés par l’atelier de Jean Tournié (1647-1721). 
Ces œuvres sont en en bois polychrome et doré à la feuille :
- le retable du maître-autel est dédié à Dieu le Père. La Crucifixion peinte au centre est encadrée des statues représentant saint Barthélemy, patron de l'église, et saint Martin de Tours.
- le retable de la chapelle Saint-Jacques, patron de la confrérie des chapeliers, au sud. Saint Jacques est représenté en pèlerin au centre. Il est encadré des représentations de saint Jean, à gauche, et de saint Jude, à droite.
- le retable de la chapelle de la Vierge au nord avec la statue de la Vierge à l'Enfant sous la représentation de Dieu le Père. De part et d'autre les statuettes de sainte Anne et saint Joachim, parents de Marie.

Un tableau représentant les Sainte Femmes réalisé en 1863 par Armand Félix Marie Jobbé-Duval (1821-1889) a été déposé dans le chœur.

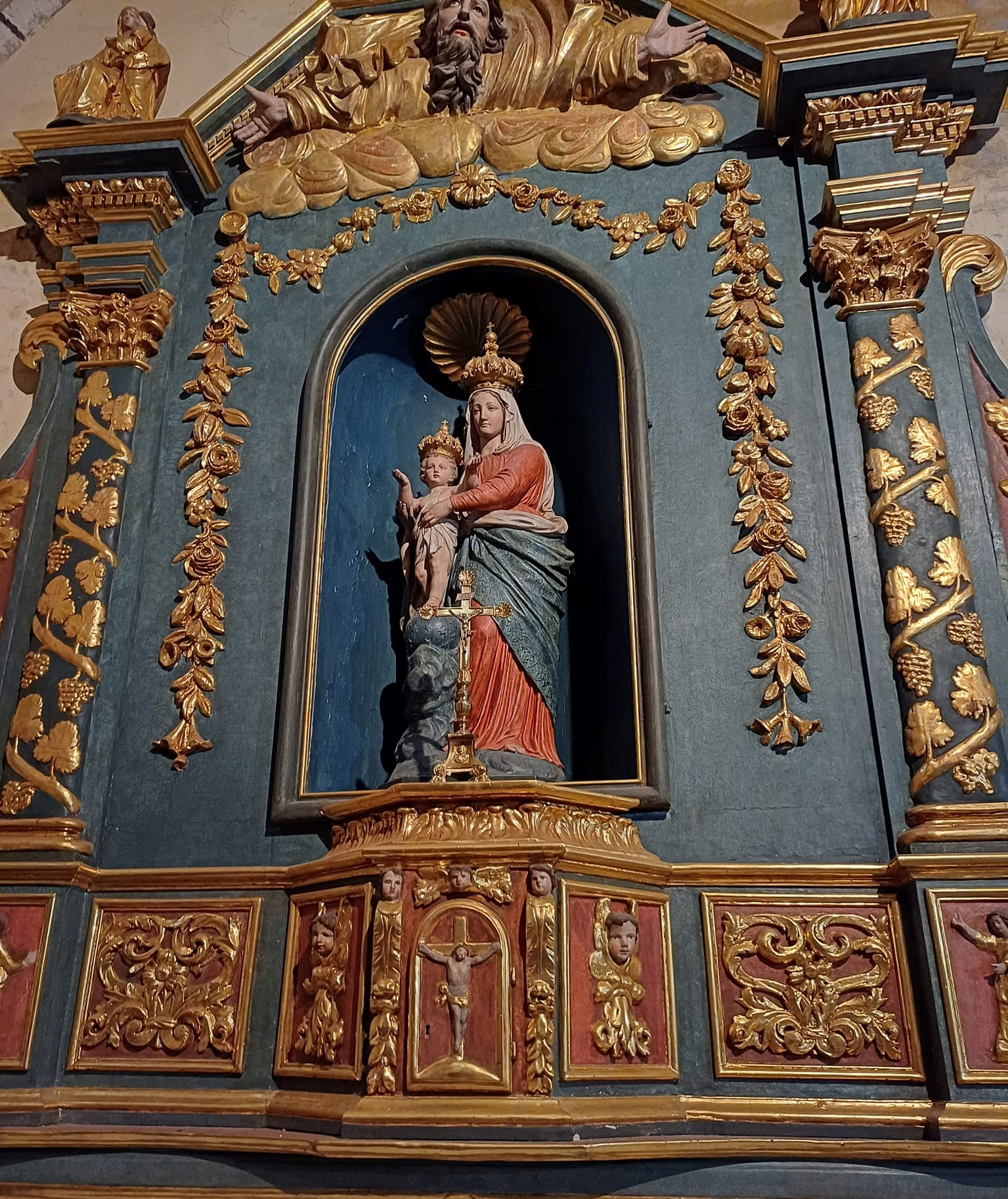
Retable de Notre-Dame
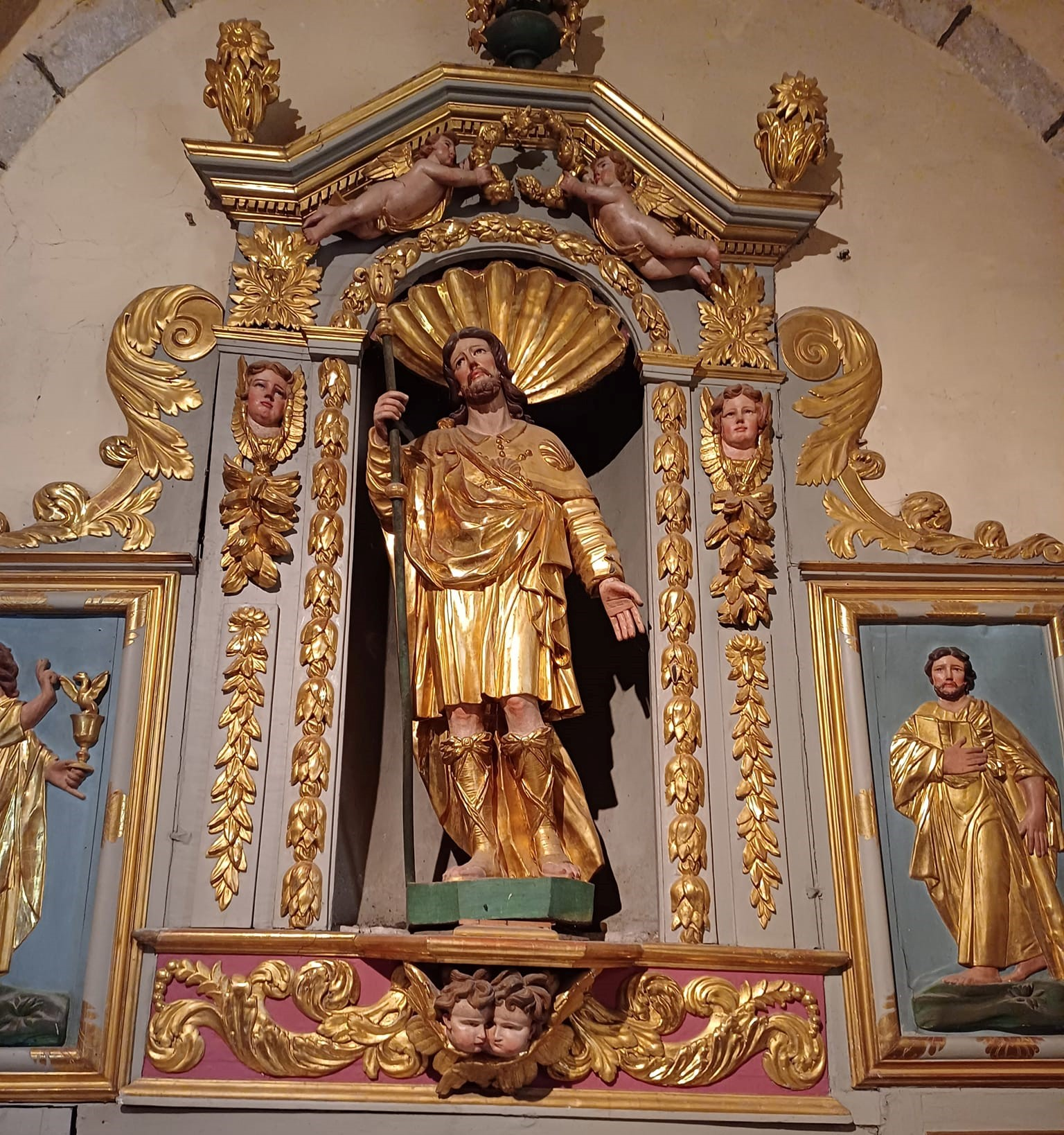
Retable de saint Jacques